# Delphos (mythologie)
Pour les articles homonymes, voir Delphos.
Dans la mythologie grecque, Delphos (en grec ancien Δέλφος) apparaît comme le fondateur de la ville de Delphes.

## Famille
La tradition lui attribue différentes ascendances. Dans l'une d'elles, il est le fils de Mélantho, fille de Deucalion, et du dieu Poséidon, qui la séduisit en se transformant en dauphin. Dans d'autres récits, il était le fils d'Apollon par Celaeno, fille de Hyamus et petite-fille de Lycorus, et, selon d'autres, par Thyia, la fille de l'autochtone Castalius, ou par Mélaïna, une des Thries et la fille de Céphisse. Dans encore une autre version, sa mère est Melanis, fille de Hyamus et Melantheia, et son père n'est pas mentionné.
Pausanias raconte que Delphos a un fils, Pythis, qui règne sur les terres autour du Mont Parnasse et qui aurait légué son nom à l'oracle de Delphes, la Pythie.